# Тиглиев, Георгий Самуилович
Георгий Самуилович Тиглиев (1933 — 2002) — советский и российский учёный-нейрохирург; Заслуженный деятель науки России (1997), доктор медицинских наук (1996), профессор, член Российской Ассоциации нейрохирургов и Американской Ассоциации нейрохирургов. Автор более двухсот научных публикаций, в числе которых две монографии, а также 28 патентов в области микрохирургических операций.

## Биография
Родился 9 ноября 1933 года в Симферополе.
С 1941 по 1944 годы вместе с семьёй находился на оккупированной территории. После освобождения Крыма, в июле 1944 года, семья Тиглиевых была депортирована в город Прокопьевск Кемеровской области. Здесь Георгий окончил среднюю школу и медицинское училище. В 1954 году семья
Тиглиевых была реабилитирована. За год до этого Тиглиев поступил в Томский медицинский институт, который окончил в 1959 году. По распределению работал в Прокопьевской областной травматологической больнице, где в течение четырёх лет работал вначале в должности ординатора нейрохирургического отделения, а затем (после специализации на кафедре нейрохирургии Ленинградского государственного института усовершенствования врачей) — заведующим  отделением и младшим научным сотрудником филиала Новосибирского научно-исследовательского института травматологии и ортопедии. Одновременно он выполнял обязанности главного внештатного нейрохирурга Кемеровской области. 
В 1963 году Г. С. Тиглиев был принят в аспирантуру Ленинградского нейрохирургического института им. профессора А. Л. Поленова, которую окончил в 1966 году. Затем защитил кандидатскую диссертацию «Изменения кожной и ректальной температуры у больных во время операций по поводу опухолей головного мозга» и был направлен на работу в этот же институт. С 1966 по 1969 годы Тиглиев работал в институте младшим научным сотрудником, с 1969 по 1975 годы был учёным секретарём, с 1975 года и до конца жизни возглавлял нейроонкологическое отделение Российского нейрохирургического института им. проф. А. Л. Поленова. В 1981 году защитил докторскую диссертацию на тему «Неврогенные факторы нарушений местного церебрального кровотока при хирургическом лечении аневризм сосудов и опухолей головного мозга». В том же году ему была присуждена учёная степень доктора медицинских наук, а в 1989 году он стал профессором нейрохирургии. В 1984—1987 годах Тиглиев был директором
института и одновременно Главным нейрохирургом Минздрава РСФСР. В 1988 году, за разработку оригинальных оптических устройств, Г. С. Тиглиев был избран членом-корреспондентом Технической академии Санкт-Петербурга.
Георгий Самуилович Тиглиев был членом редакционного совета журнала «Вопросы нейрохирургии», членом Ассоциации нейрохирургов Санкт-Петербурга, России, Европейской и Всемирной ассоциации нейрохирургов. В 1993 году по инициативе американских нейрохирургов был избран членом Американской ассоциации нейрохирургов им. Г. Кушинга. На протяжении многих лет сотрудничал с доктором Фрэнком Летчером (ум. 2015), руководителем частной нейрохирургической клиники в городе Талса (Оклахома). Под его руководством были выполнены и защищены 5 докторских и 18 кандидатских диссертаций. 
Умер 19 ноября 2002 года.
Похоронен на Волковском православном кладбище Санкт-Петербурга.